# Ulf Nygren
Ulf Nygren, född 1951, är en svensk författare och gymnasielärare i filosofi och svenska. Han debuterade med romanen Fiolskridskor 1980, och har sedan dess bland annat publicerat romanen Dansen med Anja, diktsamlingen Astor, skrivit för teatern samt medverkat med debattinlägg, reportage och recensioner i tidningar. Han bor i Stockholm.